# Mellanhäxört
Mellanhäxört, Circaea × intermedia, betecknar hybriden mellan dvärghäxört C. alpina och stor häxört C. lutetiana. Hybriden har, liksom dvärghäxört, vasstandade blad (men med ovingade skaft) och, liksom stor häxört, körtelhåriga blomskaft och foderblad. Pistillens märke är grunt urnupet (huvudlikt hos dvärghäxört och djupt tvåflikigt hos stor häxört). Mellanhäxört är steril (frukterna faller av innan de mognat) och förökar sig vegetativt från jordstammen och med stoloner. Den växer i fuktiga skogar, speciellt längs vattendrag (men uppträder även som ogräs) och förekommer i stora delar av Europa (inklusive Sverige, Norge och Danmark), i Himalaya, i östligaste Asien samt i nordöstra Nordamerika (de nordamerikanska och asiatiska hybriderna anses dock numera som hybrider mellan dvärghäxört och Circaea canadensis och kallas C. × sterilis). Den blommar från slutet av juni till slutet av augusti.
Circaea intermedia beskrevs som art av Jakob Friedrich Ehrhart 1789, men angav att Linné antagligen skulle ha betraktat den som hybrid.